# Censo de Canadá de 2021
El censo canadiense de 2021 fue una enumeración detallada de la población canadiense con fecha de referencia del 11 de mayo de 2021. Sigue al censo canadiense de 2016, que registró una población de 35 151 728 habitantes. La tasa de respuesta global fue del 98%, ligeramente inferior a la del censo de 2016. Registró una población de 36 991 981 habitantes, un aumento del 5.2% respecto a 2016.

## Planificación
La consulta sobre el contenido del programa del censo fue del 11 de septiembre al 8 de diciembre de 2017. El censo fue realizado por Statistics Canada, y fue sin contacto como resultado de la pandemia de COVID-19 en Canadá. La agencia había considerado retrasar el censo hasta 2022.
Se contrataron unos 900 supervisores y 31 000 encuestadores sobre el terreno para realizar la encuesta puerta a puerta de las personas y los hogares que no habían completado el cuestionario del censo a finales de mayo o principios de junio. Los agentes de prospección llevaban máscaras y mantenían una distancia física para cumplir las normas de seguridad del COVID-19.

## Cuestionario
A principios de mayo de 2021, Statistics Canada comenzó a enviar por correo a los hogares de todo Canadá las instrucciones para rellenar el cuestionario del censo. Los cuestionarios podían rellenarse devolviendo el cuestionario en papel, o por teléfono o en línea utilizando un código de acceso proporcionado en el envío. Statistics Canada esperaba que alrededor del 80% de los hogares rellenaran el cuestionario en línea. También estaba disponible en formato de letra grande, braille, audio y vídeo.  Las preguntas del cuestionario estaban disponibles en varios idiomas (árabe, chino simplificado y tradicional, italiano, coreano, persa, portugués, punjabi, ruso, español, urdu y vietnamita) y en lenguas indígenas (atikamekw, Dene suliné, Inuktitut de Nunavik y Nunavut, Mohawk, Montagnais, Naskapi, Cree del Norte de Quebec, Ojibwe, Oji-Cree, Cree de las Llanuras, Cree de los Pantanos y Tłı̨chǫ), pero el cuestionario debía rellenarse en inglés o francés.
El 75% de los hogares debía rellenar el cuestionario estándar de formato corto.  El 25% restante rellenó un cuestionario largo para recoger datos sobre la situación económica y social del hogar, información sobre la vivienda ocupada y otros datos, además de la edad, las lenguas habladas, el estado civil, la afiliación religiosa y otros datos básicos recogidos en el cuestionario corto.
Los que rellenaron el cuestionario del censo en línea pudieron escuchar una serie de bandas sonoras en Spotify y YouTube preparadas por Statistics Canada. Rellenar el cuestionario es un requisito legal, y quienes se nieguen a hacerlo pueden ser multados con hasta 500 dólares.  Deben rellenarla los ciudadanos de Canadá, los residentes permanentes, los solicitantes de refugio y los que tengan un permiso de estudio o de trabajo.

## Calendario de publicación de datos
Las fechas de publicación de los datos por tema de publicación del censo de 2021 son:
- 9 de febrero de 2022, para los recuentos de población y viviendas;
- 27 de abril de 2022, para la edad, el sexo al nacer y el tipo de vivienda;
- 13 de julio de 2022, para las familias, los hogares y el estado civil, la experiencia militar canadiense y los ingresos;
- 17 de agosto de 2022, para el idioma;
- 21 de septiembre de 2022, para los pueblos indígenas y la vivienda;
- 26 de octubre de 2022, para la inmigración, el lugar de nacimiento y la ciudadanía, la diversidad etnocultural y religiosa, y la movilidad y la migración;
- 30 de noviembre de 2022, para la educación, el trabajo, la lengua de trabajo, los desplazamientos y la enseñanza en la lengua oficial de las minorías.

## Datos
Statistics Canada vincula los ingresos y la información relacionada obtenida de la Agencia Tributaria de Canadá, y la situación de inmigración obtenida de Inmigración, Refugiados y Ciudadanía de Canadá, con las respuestas del censo. El censo canadiense de 2021 incluye nuevas preguntas «fundamentales para medir la equidad, la diversidad y la inclusión». Por primera vez, se hicieron preguntas sobre los métodos de desplazamiento y el censo contabilizó a las personas transgénero y a las de género no binario. En este caso, Canadá ha destacado por ser el primer país que proporciona datos censales sobre personas transgénero y no binarias.

## Resultados
El censo de 2021 registró una población federal total de 36 991 981 personas, que vivían en 14 978 941 de sus 16 284 235 viviendas privadas. Con una superficie de 8.788.702,80 km2, su densidad de población era de 4.21/km2. Las provincias más y menos pobladas de Canadá eran Ontario y la Isla del Príncipe Eduardo, respectivamente. Entre los tres territorios, los Territorios del Noroeste fueron los más grandes, mientras que Nunavut volvió a ser el territorio más pequeño tras superar brevemente a Yukón en 2016.
La población de Canadá aumentó un 5.2% a nivel federal desde el censo de 2016, que registró una población de 35 151 728 habitantes. La población de tres provincias y un territorio creció más rápido que el aumento de la población general de Canadá: Yukón —un aumento del 12.1%—, Isla del Príncipe Eduardo —un aumento del 8%—, Columbia Británica —un aumento del 7.6%— y Ontario —un aumento del 5.8%—. El rápido crecimiento de Yukón se atribuye en gran medida a la inmigración y a la migración desde el interior de Canadá. En el otro extremo del espectro, solo una provincia y un territorio experimentaron una disminución de la población desde 2016: Terranova y Labrador, con un descenso del 1.8%, y los Territorios del Noroeste, con un descenso del 1.7%.
La mayoría de los canadienses se identifican como mujeres, con un 50.73%, mientras que el 49.27% de la población se identifica como hombre. La mediana de edad global era de 41.6 años, 40.4 años para los hombres y 42.8 años para las mujeres. 59 460 canadienses se identifican como transgénero y 41 355 se identifican como no binarios.

### Población y viviendas
| Lugar | Provincia o territorio    | Población a partir del censo de 2021 | Población a partir del censo de 2016 | Cambio    | Porcentaje de cambio |
| ----- | ------------------------- | ------------------------------------ | ------------------------------------ | --------- | -------------------- |
| 1     | Ontario                   | 14,223,942                           | 13,448,494                           | 775,448   | 5.8%                 |
| 2     | Quebec                    | 8,501,833                            | 8,164,361                            | 337,472   | 4.1%                 |
| 3     | Columbia Británica        | 5,000,879                            | 4,648,055                            | 352,824   | 7.6%                 |
| 4     | Alberta                   | 4,262,635                            | 4,067,175                            | 195,460   | 4.8%                 |
| 5     | Manitoba                  | 1,342,153                            | 1,278,365                            | 63,788    | 5.0%                 |
| 6     | Saskatchewan              | 1,132,505                            | 1,098,352                            | 34,153    | 3.1%                 |
| 7     | Nueva Escocia             | 969,383                              | 923,598                              | 45,785    | 5.0%                 |
| 8     | Nuevo Brunswick           | 775,610                              | 747,101                              | 28,509    | 3.8%                 |
| 9     | Terranova y Labrador      | 510,550                              | 519,716                              | −9,166    | −1.8%                |
| 10    | Isla del Príncipe Eduardo | 154,331                              | 142,907                              | 11,424    | 8.0%                 |
| 11    | Territorios del Noroeste  | 41,070                               | 41,786                               | −716      | −1.7%                |
| 12    | Yukón                     | 40,232                               | 35,874                               | 4,358     | 12.1%                |
| 13    | Nunavut                   | 36,858                               | 35,944                               | 914       | 2.5%                 |
|       | Canadá                    | 36,991,981                           | 35,151,728                           | 1,840,253 | 5.2%                 |

### Edad, sexo al nacer y género
| Provincia o territorio    | Edad      | Edad       | Edad      | Género     | Género     | Sexo al nacer | Sexo al nacer |
| Provincia o territorio    | 0–14      | 15–64      | 65+       | Hombre+    | Mujer+     | Hombre        | Mujer         |
| ------------------------- | --------- | ---------- | --------- | ---------- | ---------- | ------------- | ------------- |
| Alberta                   | 809,640   | 2,823,770  | 629,225   | 2,127,935  | 2,134,700  | 2,126,925     | 2,135,710     |
| Columbia Británica        | 716,900   | 3,267,615  | 1,016,360 | 2,457,515  | 2,543,365  | 2,456,420     | 2,544,455     |
| Manitoba                  | 252,935   | 860,165    | 229,050   | 666,495    | 675,660    | 666,000       | 676,155       |
| Nuevo Brunswick           | 111,130   | 487,320    | 177,160   | 381,460    | 394,150    | 381,260       | 394,350       |
| Terranova y Labrador      | 68,190    | 321,750    | 120,610   | 250,075    | 260,475    | 249,985       | 260,560       |
| Territorios del Noroeste  | 8,475     | 28,485     | 4,105     | 20,845     | 20,225     | 20,845        | 20,220        |
| Nueva Escocia             | 136,710   | 617,345    | 215,325   | 471,735    | 497,650    | 471,180       | 498,200       |
| Nunavut                   | 12,085    | 23,170     | 1,605     | 18,765     | 18,095     | 18,755        | 18,105        |
| Ontario                   | 2,251,795 | 9,334,440  | 2,637,710 | 6,970,850  | 7,253,090  | 6,968,425     | 7,255,515     |
| Isla del Príncipe Eduardo | 23,640    | 97,985     | 32,710    | 75,385     | 78,945     | 75,370        | 78,965        |
| Quebec                    | 1,391,360 | 5,356,940  | 1,753,530 | 4,201,960  | 4,299,875  | 4,201,360     | 4,300,475     |
| Saskatchewan              | 223,110   | 711,410    | 197,985   | 563,125    | 569,380    | 562,905       | 569,600       |
| Yukón                     | 6,825     | 27,360     | 6,050     | 20,105     | 20,130     | 20,085        | 20,150        |
| Canada                    | 6,012,795 | 23,957,755 | 7,021,430 | 18,226,240 | 18,765,745 | 18,219,520    | 18,772,465    |
| Fuente: Statistics Canada |           |            |           |            |            |               |               |